# Sarah Knauss

Sarah Knauss im Alter von 17 Jahren (1897)

Sarah DeRemer Knauss (* 24. September 1880 als Sarah DeRemer Clark in Hollywood, Pennsylvania; † 30. Dezember 1999 in Allentown, Pennsylvania) war eine US-amerikanische Supercentenarian und Altersrekordlerin, die vom 16. April 1998 bis zu ihrem Tod als ältester lebender Mensch der Welt galt. Außerdem ist sie die älteste amerikanische Person, die jemals gelebt hat und weltweit die drittälteste Person, die jemals gelebt hat.

## Leben
Sarah DeRemer Knauss wurde am 24. September 1880 als Sarah DeRemer Clark in Hollywood in Pennsylvania geboren, einer Kleinstadt, die vom Steinkohlenbergbau geprägt war. Bereits im Alter von 4 Jahren lernte sie das Nähen. Sie arbeitete später als Managerin eines Versicherungsbüros. 1901 heiratete sie den Gerber Abraham Lincoln Knauss (1878–1965), woraufhin sie zur Hausfrau wurde. Am 17. November 1903 gebar sie ihr einziges Kind, Kathryn Knauss Sullivan (1903–2005). Ab 1910 arbeitete Abraham Lincoln Knauss als Vertriebsmanager der Zeitung The Morning Call, ein Beruf, den er für die nächsten 25 Jahre ausübte. 1937 begann er eine andere Arbeit als Urkundenschreiber für das Lehigh County. Diesen Beruf übte er bis 1951 aus, als er in den Ruhestand ging. In seinem Leben war er auch in der Republikanischen Partei aktiv.
Nach 64 Jahren Ehe starb Abraham Lincoln Knauss 1965 im Alter von 85 Jahren. Sarah Knauss nähte hobbymäßig auch noch nach dem 100. Lebensjahr. In diesen Jahren zog sie außerdem zu ihrer einzigen Tochter, Kathryn Knauss Sullivan. Ab einem Alter von 106 Jahren konnte Knauss nicht mehr gehen und musste auf einen Rollstuhl zurückgreifen.
Am 24. September 1990 wurde Knauss mit ihrem 110. Geburtstag zur Supercentenarian. Rund ein Jahr danach zog sie in ein Altenheim. In den neun Jahren ihres Lebens als Supercentenarian gehörten Fernsehen und Handarbeit zu ihren Hobbys. Außerdem nahm sie an Bibelkursen teil und ging wöchentlich zum Friseur. Zu ihren Lieblingsspeisen gehörten Milchschokolade und Cashewnüsse. Im Alter von 115 Jahren behauptete sie als Antwort auf eine Frage, das Leben weiterhin zu genießen. Noch im Alter von 118 Jahren konnte Knauss mit ihrer Tochter Gespräche führen. Bis zum 119. Lebensjahr war ihr gesundheitlicher Zustand relativ gut, allerdings war sie fast komplett taub. Zu ihrem 119. Geburtstag zeigte sie sich über ihr hohes Alter überrascht.
Nach dem Tod von Wilhelmina Kott am 6. September 1994 wurde Knauss zur ältesten lebenden Person in den Vereinigten Staaten. Am 30. November 1997 übertraf sie auch den absoluten Altersrekord der Vereinigten Staaten, der bis zu dieser Zeit von Delphia Welford gehalten wurde. Mit dem Tod von Jeanne Calment am 4. August 1997 erlangte Knauss zunehmende mediale Aufmerksamkeit, da sie nun die zweitälteste Person der Welt war. Am 16. April 1998 wurde Knauss mit dem Tod von Marie-Louise Meilleur zur weltweit ältesten lebenden Person. Am 13. Mai 1998 übertraf Knauss auch das absolute Alter dieser, woraufhin sie zur weltweit zweitältesten Person wurde, die bis zu diesem Zeitpunkt gelebt hat. Sie erreichte danach auch noch als zweite Person in der Geschichte den 118. Geburtstag und den 119. Geburtstag. Mittags am 30. Dezember 1999 starb Knauss friedlich im Schlaf, während sie auf einem Stuhl saß. Sie starb 33 Stunden vor dem Jahr 2000 im Alter von 119 Jahren und 97 Tagen.
Noch für mehr als zwei Jahrzehnte nach ihrem Tod galt Sarah Knauss als weltweit zweitälteste Person, die jemals gelebt hat, bis Kane Tanaka am 10. April 2022 das absolute Alter von Knauss übertraf. Damit ist Knauss aktuell die drittälteste Person der Welt, die jemals gelebt hat, hinter Jeanne Calment und Kane Tanaka. Außerdem ist sie die älteste amerikanische Person, die jemals gelebt hat. Ihre Tochter Kathryn lebte noch bis 2005, als sie im Alter von 101 Jahren starb.